# チェルノブイリ原発事故の影響
- チェルノブイリ原子力発電所 > チェルノブイリ原子力発電所事故 > チェルノブイリ原発事故の影響

チェルノブイリ原発事故の影響（チェルノブイリげんぱつじこのえいきょう）では、1986年4月26日のチェルノブイリ原子力発電所事故による、放射線などによる疾病や影響、旧ソビエト連邦やソ連解体後のウクライナへの影響、世界中での原子力政策や大衆運動など様々な影響について述べる。
長期の低線量被曝の影響を把握するには包括的な研究が必要とされ、予算上の制約などの懸念が指摘されてはいるが、欧州委員会は健康被害の全体像を研究するためのプロジェクトとしてチェルノブイリ健康研究アジェンダ (ARCH: Agenda for Research on Chernobyl Health) を立ち上げ、長期的な研究計画の構築が進められている。

## 長期被曝の影響に対する研究背景
チェルノブイリ原発事故では、膨大な数の人が放射性降下物による影響を受けており、甲状腺癌と白血病に対する組織的な研究は進められてきたが、他の癌についても研究対象を広げて、放射性降下物がもたらす長期にわたる放射線被曝による健康への影響を調べるために、組織的かつ大規模な研究が望まれている。しかしながら、放射線防護の基礎データとなっている原爆の研究でも、放射性降下物による内部被曝の影響に対する研究は半世紀以上が過ぎながらあまり進められていなかった。その要因の一つとして、原爆に伴う放射線の大部分がガンマ線と中性子によるもので、それらの初期放射線に比べて、放射性降下物等による残留放射線の影響は無視できるほど小さいと考えられ、これまであまり考慮されることはなかった。
一方、チェルノブイリ原発事故によって放出された放射性降下物の量は、広島に投下された原爆によって放出された放射性降下物の量と比較しても桁違いに多く、IAEAの試算では、およそ400倍と見積られている。その中でも比較的に長寿命核種であるセシウム137の放出量は、国際科学会議によって設立された環境問題科学委員会 (SCOPE：Scientific Committee On Problems of the Environment) によると、広島原爆に比べて、チェルノブイリ原発事故では890倍と報告されている。
|                | 放射性物質の放出量 (1015Bq) | 放射性物質の放出量 (1015Bq) | 放射性物質の放出量 (1015Bq) | 放射性物質の放出量 (1015Bq) | 放射性物質の放出量 (1015Bq) | 放射性物質の放出量 (1015Bq) |
| セシウム137    | セシウム134                 | ストロンチウム90            | キセノン133                 | ヨウ素131                   |                             |                             |
| -------------- | --------------------------- | --------------------------- | --------------------------- | --------------------------- | --------------------------- | --------------------------- |
| 広島原爆       | 0.1                         | -                           | 0.085                       | 140                         | 52                          |                             |
| チェルノブイリ | 89                          | 48                          | 7.4                         | 4400                        | 1300                        |                             |

これまで放射性降下物によってもたらされる長期間の放射線量は短期的な暴露よりもリスクは小さいと考えられていたが、近年、そのリスクはあまり変わらないという証拠が集まってきており、今後、さらに研究が進めば、原爆によって瞬間的に浴びた外部被曝の影響と、チェルノブイリで放出された膨大な長寿命種の放射性降下物による長期にわたる低線量被曝との違いが明らかになる可能性がある。

### 集団線量
チェルノブイリ事故による放射能汚染は、低線量の被曝を対象範囲に含めれば、ヨーロッパ全土に及び、ほとんどの人口が被曝の影響下にあり、1986年当時の人口から欧州各国の集団線量が見積られている。原子放射線の影響に関する国連科学委員会 (UNSCEAR) によると、イタリアでは、集団甲状腺線量は10万[人・Sv]、集団実効線量は1万9,000[人・Sv]、ドイツでは、集団甲状腺線量は3万7,000[人・Sv]、集団実効線量は1万3,000[人・Sv]とそれぞれ推定されている。
| 対象者                                               | 被曝人数（人） | 一人あたりの平均線量 (mSv) | 集団実効線量（人・Sv） |
| ---------------------------------------------------- | -------------- | -------------------------- | ---------------------- |
| 復旧作業者                                           | 53万           | 117                        | 6万1,200               |
| 避難民                                               | 11万5,000      | 31                         | 3,600                  |
| ベラルーシ、ロシア、ウクライナの汚染地区に住む住民   | 640万          | 9                          | 58万9,000              |
| 汚染地区外に住むベラルーシ、ロシア、ウクライナの住民 | 9,800万        | 1.3                        | 12万5,000              |
| ベラルーシ、ロシア、ウクライナを除く欧州37カ国の住民 | 約5億          | 0.3                        | 13万                   |

## 汚染地域住民

チェルノブイリ事故の放射性降下物による汚染地域における大気中の放射線に対する各同位体の相対寄与率の時間変化。グラフは OECD report、The radiochemical manual (2nd ed.)およびTable of Nuclidesのデータに基づく推算値。横軸の経過時間は対数表示。初期に放出された核種はヨウ素131など短寿命種が多いが、時間が経つに連れ比較的寿命の長い核種（セシウム137）の寄与が支配的になる。

放射性降下物は、ベラルーシ、ウクライナ、ロシアだけでなく、ヨーロッパの広範な地域にまで降り注ぎ、汚染食品の摂取等による内部被曝も含めて、相当数の人々に影響を及ぼしたと見られている。とくに知られている影響として小児の甲状腺癌の発生がある。チェルノブイリ雲と呼ばれる放射性プルーム (radioactive plume) による放射能汚染の影響はアメリカにまで及んでおり、イギリスでは今なお小児の甲状腺癌を引き起こしているとの報告がある。
これまで、癌の原因は特定できないとされてきたが、2011年、ヘルムホルツ中央ミュンヘン (Helmholtz Zentrum München) の放射線細胞遺伝学部門の研究チームは、低線量の電離放射線に被曝したことを示す甲状腺乳頭癌の遺伝子変化を発見した。この遺伝子マーカーをいわゆる放射線指紋 (radiation fingerprint) として用いることで、自然に発症した癌と放射能汚染に起因する癌を区別することが可能となってきた。これは癌の放射線病因論を示す初めての遺伝子マーカーを立証したものであり、チェルノブイリ細胞バンク (Chernobyl Tissue Bank) によるチェルノブイリ地区の甲状腺癌データの集約（研究目的として凍結細胞などの素材が利用可能）によってもたらされたとされる。

### OCHAによる健康被害報告
1991年、国連はチェルノブイリ信託基金 (Chernobyl Trust Fund) を創設し、管理運営は国際連合人道問題調整事務所 (OCHA) が担うことになった。OCHAは、2000年に「Chernobyl A Continuing Catastrophe」を発表し、被害の概観を報告している。事故から20年を経た2006年には、ベラルーシ、ウクライナ、ロシアの国家レポートが、それぞれの国ごとに寄せられている。
OCHAの立ち上げた「The United Nations and Chernobyl」によると、核分裂生成物、大気中に放出された放射性核種は約520種類にも及び、ベラルーシ、ウクライナ、ロシアの三カ国で、840万人近くの人達が放射線に曝されたとの見積りがなされている。
「The United Nations and Chernobyl」によると、ウクライナでは350万人以上が事故の影響を受けており、その内の150万人が子供であった。癌の症例数は19.5倍に増加し、甲状腺癌で54倍、甲状腺腫は44倍、甲状腺機能低下症は5.7倍、結節は55倍となった。
ベラルーシでは放射性降下物の70%が国土の4分の1に降り、50万人の子供を含む220万人が放射性降下物の影響を受けた。ベラルーシ政府は15歳未満の子供の甲状腺癌の発生率が2001年には1990年の2000例から8,000-10,000例に急激に上昇したと推定している。
ロシアでは270万人が事故の影響を受け、1985年から2000年に汚染地域のカルーガで行われた検診では癌の症例が著しく増加しており、それぞれ、乳癌が121%、肺癌が58%、食道癌が112%、子宮癌が88%、リンパ腺と造血組織で59%の増加を示した。

### 乳癌
ベラルーシとウクライナの汚染地域で乳癌の増加が報告されている。この乳癌の増加に対するバイアスについても検討され、その結果、スクリーニングが原因の可能性はありそうにないことが示された。最近の研究によれば、DNA修復における遺伝子の変異の発生と損傷した認知遺伝子が、低線量であっても、電離放射線の暴露によって乳癌のリスクの増加になることを示している。

### 膀胱癌
ウクライナの汚染地域において膀胱癌の増加が報告されており、この地域の膀胱癌発生のメカニズムは一般的な膀胱発癌と異なった経路で発症する可能性が示唆された。2004年に、日本バイオアッセイ研究センターの福島昭治所長らによって、この汚染地域において、長期にわたるセシウム137による低線量放射線の慢性的被曝に関連した膀胱癌の前癌状態として、増殖性の異型性変化を特徴とする膀胱の慢性炎症はチェルノブイリ膀胱炎 (Chernobyl cystitis) と名付けられた。比較対象は、非汚染地域、0.5-5 Ci/km2、5-30 Ci/km2に住む住民の3つの群に分けられ、尿中のセシウム137の濃度は、それぞれ、0.29 Bq/l、1.23 Bq/l、6.47 Bq/lであった。研究の結果、膀胱尿路上皮においてNF-κBとp38 MAPキナーゼなどのシグナル伝達経路の発現上昇や成長因子受容体などの活性化を伴う酸化ストレスが生じたことによって慢性炎症が引き起こされ、前癌状態とされる増殖性の異型性膀胱炎に発展したものと結論づけられた。

## 胎児、子供の健康影響
チェルノブイリ原子力発電所から約80キロ西にあるウクライナの農業地帯のNarodichesky地区に住む子供は、事故から十年以上を経ていながら、慢性的な低線量被曝下にあり、1993-1998年の6年間にわたる追跡調査によると、土壌に含まれるセシウム137の濃度に比例して、赤血球、白血球、血小板の減少、ヘモグロビン濃度の低下が観測され、スパイロメトリーを用いた検査からは、気道閉塞および拘束性肺機能障害の有意な増加が観測されている。

### 小児甲状腺癌
UNSCEARによれば、ヨウ素131で汚染されたミルクに対する迅速な対策に欠けていたために、一般市民の甲状腺に大量の被曝をもたらすことになり、このことが、事故当時、子供や青年であった人々に観測された6,000件以上の甲状腺癌の大部分を導いたとしている。甲状腺癌患者への治療は、短期的な有効性にもかかわらず、長期的な生活の質 (QOL) は生涯にわたる甲状腺ホルモンの補充療法の必要性によって低下し、将来的な医療支援が必要になる。
1999年、チェルノブイリ笹川医療協力プロジェクトによる「1991～1996チェルノブイリ原発事故被災児の検診成績」が、「放射線科学」第42巻第10号-12号（1999年9月-11月）に掲載された。その中には、「甲状腺結節に注目してその発現頻度をまとめてみると、<中略>いかに早く小さな結節をみつけても、がんは周囲のリンパ節に既に転移していることが多く、早期に適切な診断が必要である」との報告が見られる。
2011年、アメリカ国立衛生研究所の機関であるアメリカ国立癌研究所を中心とした国際的な研究チームは、子供の被曝は大人が被曝した場合に比べて甲状腺癌に罹るリスクが高く、依然として甲状腺癌の発症リスクが減少傾向に転じていないことを報告した。

### 小児白血病
ウクライナの最放射能汚染地域であるリウネ州、ジトーミル州、チェルニーヒウ州、チェルカースィ州に永住し、チェルノブイリ事故当時、6歳未満だった子供たちに対して、累積線量10mGyを越える被曝によって事故後の11年間で急性白血病のリスクが増加したかどうかを評価するために、疫学調査が行われた。線量は4段階 (0–2.9, 3–9.9, 10–99.9, 100–313.6 mGy) に区分され、対象の91.6%は10 mGy以下の線量であった。白血病のリスクについて最小の線量区分 (0–2.9 mGy) を1としたオッズ比が見積もられ、それぞれの区間のオッズ比は、3–9.9 mGyの区間で1.5 (95%CI 1.0-2.8)、10–99.9 mGyで2.1 (95%CI 1.2-3.7)、100–313.6 mGyで4.4 (95%CI 1.3-15.1) と見積もられ、白血病のリスクは10 mGyを越える放射線被曝の線量と有意に関連し、事故後、はじめの5年の間に急増し、観測された白血病のうち97.6%が急性白血病で、その内訳は、急性リンパ性白血病が74%、急性骨髄性白血病が23.6%であった。

### 先天性疾患、遺伝子変異
ベラルーシのホメリ州にあるチャチェルスク地区とウクライナのキーウ州にあるPolessky地区において1983年から1990年までのデータを用いて行われた調査では、事故後、新生児に低酸素症、新生児呼吸窮迫症候群、血液疾患などの罹病率の増加が見られ、チャチェルスク地区では先天性疾患の顕著な変化は見られなかったが、Polessky地区では6.9%から24%へと増加を示した。この研究の結果、母親、胎児、子供の健康は妊娠女性と子供の各器官と体組織の適応異常や病理学的異常とともに放射線による著しい影響を受けていることが結論づけられた。
ベラルーシの放射能汚染地域における胎児と新生児の先天性疾患に対する国の遺伝子モニタリング (Genetic monitoring) のデータを用いた調査によると、1982-1985年に比較して、事故以降の1987-1994年では、多発奇形、多指症、四肢減形成の頻度の増加が見られた。ベラルーシの放射能汚染地域におけるコーホート研究による1982年から1990年までの新生児のデータ結果は、放射線被曝と貧血症、先天性疾患、周産期死亡の発生の間に、潜在的に強い関係があることを示している。
放射性プルームの通過に伴う短期的な被曝影響を調べるために、ベラルーシの先天性奇形国家登録から1981-2001年のダウン症候群のデータから時間的傾向を分析した研究によれば、1987年1月にダウン症候群の有意なピークが観測されたが、長期的な傾向は示さなかった。ピークの発生時期は、高線量率の放射性プルームの通過時期と、妊娠期の卵形成における放射線感受性の段階と一致することから、放射性プルームによるダウン症への影響が示唆された。
1999年に、ウクライナの人口に基づく奇形監視システム (Ukrainian population-based malformations surveillance system) が確立され、2000-2006年を対象にした調査によると、慢性的な放射能汚染地域にあるポリーシャ地域のリウネ州では、神経管閉鎖障害の割合が持続的な上昇を示しており、結合双生児や奇形腫の上昇、および小頭症や小眼球症も同様に上昇を示した。その後の研究では、被曝経路を特定するために、344人の女性に対して食事や活動の調査が行われ、その結果、アルコールの摂取量は低く、アルコール単独では、観測された先天性疾患の上昇を説明できなかった。被曝の主な経路は、特にキノコやベリーなどの野生の食物や、その地域の食材（特に、ミルク関連）であることが分かり、さらに、女性は畑で草を燃やしたり、料理や暖房のために木を燃やすことで、吸引を介した被曝を受けていた。
ウクライナやベラルーシの農村部に居住し暴露した家族を調べたところ、放射線の影響による遺伝子の変異として、生殖細胞におけるミニサテライト (Minisatellite) 変異率の上昇が観測されている。

## 事故処理従事者
リクビダートルと呼ばれた事故処理の従事者は、白血病の発症のほかに、血液悪性腫瘍、脳血管疾患、虚血性心疾患などのリスクの増加が報告されているが、国連のUNSCEAR 2008 Report vol. IIでは、白血病と白内障を除き、放射線被曝の影響として特定できる証拠はないとされている。ロシア科学アカデミーの高次神経活動研究所 (Institute of Higher Nervous Activity) のグループの研究によれば、事故処理の従事者等の脳波を調べたところ、放射線による脳機能障害を反映している可能性のある信号が観測され、脳の早期老化説を支持する結果が示唆された。

### 白血病
ウクライナとアメリカの共同研究によって、リクビダートルに対する白血病リスクに関する調査が進められてきている。ウクライナの約11万人のリクビダートルのコーホートにおけるネスティド・ケース・コントロール研究 (Nested case-control study) によって、1986-2000年にわたる慢性的な低線量被曝による白血病のリスクを調べたところ、平均骨髄被曝線量は76.4mGyで、全白血病の過剰相対リスクは3.44/Gyとなり、線量応答反応は直線を示し、慢性リンパ性白血病と非慢性リンパ性白血病が類似の線量応答反応を示すことが分かった。非慢性リンパ性白血病のリスク結果は、日本の原爆被爆者が受けた急性被曝のリスクと一致したため、急性被曝と慢性被曝による白血病リスクの間に目立った違いは見られなかった。
この研究によって見出された放射線と慢性リンパ性白血病の関係はチェルノブイリ事故前にはあまり知られていなかったとされるが、職業上の暴露や医学における暴露を対象にした最近の疫学調査からも慢性リンパ性白血病と放射線の関連性を支持する結果が得られてきている。

### 急性放射線障害
原発の事故処理にあたった発電所職員および緊急作業員は最も高線量の放射線による暴露をした集団であり、134名の急性放射線症候群 (ARS) の発症者が生じたとされ、その内、28名が数ヶ月以内の急性期に亡くなったとされる。急性期の死亡を逃れた急性放射線症候群の発症者のうち19名について、2006年までの長期的な予後の死因結果が報告されている。
| 死因                           | ARS grade | 死亡年（年） | 死亡年齢（才） |
| ------------------------------ | --------- | ------------ | -------------- |
| 非腫瘍性疾患                   |           |              |                |
| 肺結核                         | Ⅰ         | 1995         | 51             |
| 外傷性脂肪塞栓症               | Ⅰ         | 1995         | 53             |
| 肺壊疽                         | Ⅱ         | 1987         | 81             |
| 肝硬変                         | Ⅱ         | 1995         | 46             |
| 肝硬変                         | Ⅱ         | 1998         | 45             |
| 脳卒中                         | Ⅱ         | 1999         | 61             |
| 肺結核                         | Ⅲ         | 2004         | 41             |
| 心臓突然死                     |           |              |                |
| 心臓突然死                     | Ⅰ         | 1993         | 41             |
| 心臓突然死                     | Ⅰ         | 1995         | 26             |
| 心臓突然死                     | Ⅱ         | 1990         | 68             |
| 心臓突然死                     | Ⅱ         | 1998         | 80             |
| 心臓突然死                     | Ⅲ         | 1992         | 67             |
| 心臓突然死                     | Ⅲ         | 2001         | 87             |
| 腫瘍性疾患および腫瘍性血液疾患 |           |              |                |
| 骨髄異形成症候群               | Ⅰ         | 2002         | 51             |
| 急性骨髄単球性白血病           | Ⅱ         | 1998         | 61             |
| 下顎神経鞘腫                   | Ⅱ         | 2004         | 53             |
| 骨髄異形成症候群               | Ⅲ         | 1993         | 52             |
| 骨髄異形成症候群               | Ⅲ         | 1995         | 64             |
| 外傷                           |           |              |                |
| 外傷                           | Ⅰ         | 2002         | 51             |

## 死者数の推計
事故の放射線被曝による影響の推計には不確実性があるため、癌死亡者数の見積もりは調査機関によっても変動し、長期的な観点から見た死者数には議論の余地がある。
1990年、IAEA支援の下、国際チェルノブイリプロジェクトが行われた。このプロジェクトは、チェルノブイリ原発事故に対して、ソ連が行った汚染対策や調査などが妥当であるかどうかの意見を求めるものであった。結果は、チェルノブイリ原発事故によって、白血病と癌の発生率については著しい増加は認められず、将来甲状腺癌が増加する可能性はあるかもしれないが、それが原発事故によるものであるかどうかは不明であるというソ連の意向に沿った結論を下した。
2005年9月にウィーンのIAEA本部で開催されたチェルノブイリ・フォーラムの国際会議では、癌による予測死亡数は4,000人と発表された。ここでは除染作業者、避難住民、最も汚染した地域住民までの約60万人を評価対象としている。報告書はベラルーシやウクライナの専門家、ベラルーシ政府などからの抗議を受け、表現を変えた修正版を出すことになった。
事故から20年後の2006年を迎え、世界保健機関 (WHO) は、その他の汚染地域住民も評価対象に加え、ウクライナ、ロシア、ベラルーシの3カ国で死者数は9,000人になるとの推計を発表した。また、WHOの国際がん研究機関 (IARC) は、ヨーロッパ諸国全体（40か国）の住民も含めて、1万6,000人との推計を示した。
しかし、2006年4月26日にウクライナ政府が主催し、IAEAやWHOも参加した国際会議では死亡予測数を従来の4,000人から変更しないと結論付けた。WHOのマイケル・リパチョリ (M. Repacholi)によれば、4,000人という予測数を採用したのは低汚染地域まで含めて推定するのは科学的ではないためである。
WHOは、1959年にIAEAと世界保健総会決議 (World Health Assembly：WHA) においてWHA 12-40という協定に署名しており、IAEAの合意なしには核の健康被害についての研究結果等を発表できないとする批判もあり、核戦争防止国際医師会議のドイツ支部がまとめた報告書には、WHOの独立性と信頼性に対する疑問が呈示されている。
欧州緑の党による要請を受けて報告されたTORCH reportでは、過剰癌死亡数を約3万から6万人と推定している。
環境団体グリーンピースは全世界での過剰癌死亡数を9万3,000人と推計している。
ロシア医科学アカデミーでは、21万2,000人という値を推計している。
2007年にロシアのアレクセイ・ヤブロコフらは調査報告 チェルノブイリ被害の全貌を出版し、1986年から2004年までの死亡数を98万5,000人と推計したが、この報告は複数の研究者によって問題が指摘されている。
ウクライナの非政府組織チェルノブイリ連合は、事故による死亡者数を約73万4,000人と見積もっている。
京都大学原子炉実験所の今中哲二は、チェルノブイリ事故の被曝の影響による全世界の癌死者数の見積りとして2 - 6万人が妥当なところとの見解を示し、被曝によらない間接的な死者も無視できないと指摘している。
ウクライナ国立科学アカデミーのイワン・ゴドレフスキ (Ivan Godlevsky) らの調査によると、チェルノブイリ事故前のウクライナにおけるルジニー (Lugyny) 地区の平均寿命は75歳であったが、事故後、65歳にまで低下しており、特に高齢者の死亡率が放射線およびストレスのかかる状況が長期化したことが原因で高まったとみられている。

## 環境への影響
事故後、チェルノブイリ原子力発電所周辺のマツの森は、通称、赤い森と呼ばれるほど、放射性降下物の影響で枯死したマツによって赤茶色を呈していた。放射線生態学者のSergey Gaschakは、動物のDNAの突然変異の広範な証拠を見出したが、生理的、あるいは、繁殖能力に影響は見られなかったと述べ、「Wormwood Forest: A Natural History of Chernobyl」の著者、Mary Mycioは、野生において突然変異の動物は、通常、科学者が観測するまでに生き延びることができずに食べられてしまうだろうと指摘している。最も被曝した植物群落や土壌動物群集では、線量に応じた種の構成の変化や生物多様性の減少が報告されている。
高レベルの放射能汚染地域に生息するツバメを調べた研究によれば、部分的な色素欠乏やクチバシの奇形、曲がった尾や左右不均等な尾などの変異が見つかっている。最近の統計結果によると、汚染地域の鳥類の種は非汚染地域の約半分に減少しており、脳のサイズも小さくなっているとの報告がある。脳の縮小の原因について、研究者によれば、酸化ストレスの寄与と体内の抗酸化物質の減少に起因するのではないかとしている。
ロボットを用いて、炉心の壁面から高度にメラニン化した黒色の菌類を採取したところ、クラドスポリウムやクリプトコックス・ネオフォルマンス (Cryptococcus neoformans) のような菌類は放射能環境でも成長し、非メラニン化した亜種よりも、よく成長し、原子炉からの電離放射線を利用するためにメラニンを用いていることが示唆された。これらの菌類に含まれるメラニンが電離放射線を捕捉していることは、電子スピン共鳴法などを用いることによって観測され、電離放射線によるメラニンの電子特性の変化が成長促進に関与している可能性が示唆された。

## その他
事故がなければ5日後にオープンするはずだったプリピャチ遊園地が、開業出来ないまま放棄された。